# Johannes Gerckens Bassøe
Johannes Gerckens Bassøe   (Råde, 23 d'abril de 1878 - Vestfold, 30 de juliol de 1962) era un jurista noruec i funcionari. És conegut com el primer Governador de Svalbard, assumint el càrrec l'octubre del 1925, tot i que hi hi havia hagut un Governador Suplent des de l'agost. Bassøe va ser més tard Governador del Comtat de Troms i Vestfold.

## Carrera
Bassøe va néixer a Råde, i graduat de la Universitat amb el Grau cand.jur. l'any 1901. Va tenir períodes breus com a jurista a Stavanger, Ålesund, Tromsø i Gjøvik abans de ser contractat com a secretari en el Ministeri de Comerç, Navegació i Indústria l'any 1905. L'any 1913, aquest ministeri va ser reestructurat, i Bassøe va anar al Ministeri d'Afers Estrangers. Va ser promogut a secretari ajudant l'any 1914, però va deixar el Ministeri d'Afers Estrangers l'any 1916 quan el Ministeri de Comerç va ser restablert.
El 4 de setembre de 1925 va ser fixat primer Governador Noruec permanent de Svalbard, mantenint el càrrec fins al 1933. Quan Bassøe va arribar a Svalbard l'octubre de 1925, l'administració noruega de l'arxipèlag estava a penes va desenvolupada. Bassøe no tenia oficina ni casa privada pròpia. Va passar l'hivern en una oficina de ràdio de Televerket a Barentsburg. El Superintendent en temes miners de Svalbard, Hans Merckoll, va passar l'hivern al continent noruec, deixant a Bassøe com a únic representant oficial. La majoria de la infraestructura local va ser proporcionada per l'empresa minera Norske Spitsbergen Kulkompani.
Bassøe va ser també Governador del Comtat de Troms del 1928 al 1938 i Governador del Comtat de Vestfold des del 1938. Durant l'ocupació alemanya de Noruega, la qual va durar del 1940 al 1945, Bassøe va ser eventualment considerat com a no apte per les autoritats nazis. Va ser reemplaçat per Halvor P. Hektoen l'any 1942, i després durant dos anys Christopher A. Lange va ocupar el càrrec. Després de l'alliberament de Noruega el 8 de maig de 1945, Bassøe va retornar al seu càrrec. Es va retirar l'any 1948.
Bassøe va ser condecorat com a "Grand Officer of the Italian Order of the Crown" i "Commander, First Class of the Swedish Order of the North Star". Va morir l'any 1962.